# 経済効果
経済効果（けいざいこうか）とは、流行などの社会現象が、国全体または地域の任意の産業に及ぼす、主に利益的な影響のこと。特定の業種または地域が特定の期間に得る（または、得た）と推測される利益の合計額によって表される。
産業間の波及効果、二次的・三次的な効果も含むことを明示的に表すために経済波及効果 (けいざいはきゅうこうか) と呼ばれることもある。
多くの場合、産業連関表を用いて算出され、公共事業や投資の費用対効果の計算に用いられる。

## 経済効果の計算
一つのイベントや事象が発生した際、その経済効果は、「直接効果」、「一次波及効果」、「二次波及効果」の三種類の経済効果の合計で算出される。
例えば、ある観光地が世界遺産に登録されると以下のような効果が生まれると考えられる。
直接効果
登録された観光地に観光客が訪れ、飲食をして、宿泊して、お土産を買う、などの直接的な効果。
一次波及効果
観光客の飲食が飲食店に食材を卸している企業の売上を増加させる、などの他産業への波及効果。
二次波及効果
直接効果、一次波及効果による所得の増加分が消費を増加させることによる効果。
「世界遺産の登録で10億円の経済効果があった」と言えば、世界遺産の登録によって10億円の直接的な収入の増加があったということではなく、関連企業・他の産業への波及効果も含めて増加した経済全体の付加価値が10億円であったということである。産業連関表を用いた分析では税収は経済効果に含まれない。

## 懐疑論
経済効果の推定値の正確性や推定方法の妥当性について以下のような懐疑論がある。
- 分析によっては二次波及効果を省いたり前提条件が異なる場合があり、同じイベントの経済効果の推定でも異なる結果が公表されることがある[5]。
  - 例えば、2020年東京五輪の経済効果について、東京都や民間シンクタンクが発表する試算は約7兆円から32兆円と大きなバラつきがある[6]。
  - 米ミシガン大学のステファン・シマンスキーは、「スポーツイベントが経済効果を生むことを証明したまともな学術論文はひとつもない」と指摘するなど、経済効果に懐疑的な経済学者は多い[6]。
- 国や自治体が「公共事業を実施したい」という意図がある場合、大きな経済効果を算出して公共事業を正当化しようというインセンティブがはたらく。その結果、過大な経済効果が導き出される可能性がある[7]。
- マスコミは試算結果のみ報道し、計算の基になったデータや計算プロセスには関心がない。大きな経済効果はセンセーショナルに報道され、その数値が正確かどうかについて検証しない。その結果、分析結果についての社会的信用を失う恐れがある[7]。
- レオンチェフ型生産関数（英語版）を基にしており、本来あるべきはずの規模の経済が考慮されていない[8]。
- 資本と労働の代替がないため、マイナスのショックによる失業が過大に推定される傾向にある[8]。
- 中間財投入率が高いとシステマチックに経済効果が高くなり、逆に付加価値率が高いと経済効果が低くなる[8]。

## 経済効果の試算例
近年の推定された経済効果には以下のようなものがある。
- 「もし優勝したら」などの仮定に基づいた試算も行われるため、実際には起こっていないイベントも含まれている。
- 脚注がない場合は、その年一年間の経済効果と解釈できると考えられる（通常、産業連関表は1年間の経済活動を基に構築されているため）。
- 「波及地域」は明記されていない場合は空欄とした。しかし、地方紙や全国紙の地方版に掲載されている場合や地元研究所等による試算などは、当該地域経済への関心が高いと考えられることから、当該地域内（都道府県内）への波及効果である可能性が高い。
- 以下の試算以外にも、2018年度に行われた111件の経済波及効果の分析（産業連関分析）について、総務省が取りまとめを発表している[9]。

### プロ野球リーグ優勝・日本一
| イベント                                     | 年   | 経済効果    | 波及地域 | 試算機関                     | 出典          |
| -------------------------------------------- | ---- | ----------- | -------- | ---------------------------- | ------------- |
| 阪神タイガースのリーグ優勝                   | 2021 | 690億円     | 全国     | 宮本勝浩関西大学名誉教授     | [ 10 ]        |
| 阪神タイガースのリーグ優勝                   | 2021 | 621億円     | 関西地区 | 宮本勝浩関西大学名誉教授     | [ 11 ]        |
| 福岡ソフトバンクホークスの日本一             | 2020 | 339億円     | 福岡県内 | 福岡県調査統計課             | [ 12 ]        |
| 広島東洋カープのリーグ優勝                   | 2018 | 356億円     |          | 中国電力                     | [ 13 ]        |
| 広島東洋カープのリーグ優勝                   | 2017 | 350億円     | 広島県内 | 中国電力                     | [ 14 ]        |
| 広島東洋カープのリーグ優勝                   | 2017 | 401億円     | 広島県内 | 宮本勝浩関西大学名誉教授     | [ 15 ]        |
| 福岡ソフトバンクホークスの日本一             | 2017 | 404億円     | 福岡県内 | 福岡県調査統計課             | [ 16 ]        |
| 北海道日本ハムファイターズの日本一           | 2016 | 256億円     | 北海道内 | 道銀地域総合研究所           | [ 17 ]        |
| 北海道日本ハムファイターズの日本シリーズ進出 | 2016 | 104億円     | 北海道内 | 道銀地域総合研究所           | [ 18 ]        |
| 広島東洋カープのリーグ優勝                   | 2016 | 340億円     | 広島県内 | 中国電力エネルギア総合研究所 | [ 19 ]        |
| 広島東洋カープのリーグ優勝                   | 2016 | 331億円     | 広島県内 | 宮本勝浩関西大学名誉教授     | [ 20 ]        |
| 福岡ソフトバンクホークスの日本一             | 2015 | 403億円     | 福岡県内 | 福岡県調査統計課             | [ 21 ]        |
| 広島東洋カープの日本シリーズ進出             | 2015 | 256億円     | 広島県内 | 中国電力エネルギア総合研究所 | [ 22 ]        |
| 福岡ソフトバンクホークスの日本一             | 2014 | 404億円     | 福岡県内 | 福岡県調査統計課             | [ 23 ]        |
| 東北楽天ゴールデンイーグルスの日本一         | 2013 | 224億円以上 | 宮城県内 | 七十七銀行                   | [ 24 ]        |
| 東北楽天ゴールデンイーグルスの日本一         | 2013 | 272億円     |          | 宮本勝浩関西大学名誉教授     | [ 25 ]        |
| 東北楽天ゴールデンイーグルスのリーグ優勝     | 2013 | 230億円     |          | 宮本勝浩関西大学名誉教授     | [ 25 ]        |
| 北海道日本ハムファイターズのリーグ優勝       | 2012 | 79億円      | 北海道内 | 北海道未来総合研究所         | [ 26 ]        |
| 福岡ソフトバンクホークスので日本一           | 2011 | 388億円     | 福岡県内 | 福岡県調査統計課             | [ 27 ] [ 28 ] |
| 中日ドラゴンズの日本一                       | 2011 | 219億円     | 中部地方 | 共立総合研究所               | [ 29 ]        |
| 千葉ロッテマリーンズの日本一                 | 2010 | 101億円     | 千葉県内 | ちばぎん総合研究所           | [ 30 ]        |
| 中日ドラゴンズの日本一                       | 2010 | 215億円     | 中部地方 | 共立総合研究所               | [ 31 ]        |
| 阪神タイガースのリーグ優勝                   | 2009 | 663億円     |          | 宮本勝浩関西大学名誉教授     | [ 32 ]        |
| 阪神タイガースのリーグ優勝                   | 2003 | 1481億円    | 全国     | 宮本勝浩関西大学名誉教授     | [ 10 ]        |

### プロ野球関連イベント
| イベント                                       | 年   | 経済効果  | 波及地域 | 試算機関                     | 出典   |
| ---------------------------------------------- | ---- | --------- | -------- | ---------------------------- | ------ |
| 大谷翔平のメジャーリーグでの活躍               | 2021 | 240億円   | 日米両国 | 宮本勝浩関西大学名誉教授     | [ 33 ] |
| 田中将大の日本球界復帰                         | 2021 | 57億円    | 宮城県内 | 宮本勝浩関西大学名誉教授     | [ 34 ] |
| 新型コロナによる入場制限等                     | 2020 | -1423億円 |          | 宮本勝浩関西大学名誉教授     | [ 35 ] |
| 清宮幸太郎の阪神タイガース入団                 | 2017 | 65億円    |          | 宮本勝浩関西大学名誉教授     | [ 36 ] |
| 金本知憲の阪神タイガース監督就任               | 2015 | 42億円    |          | 宮本勝浩関西大学名誉教授     | [ 37 ] |
| 田中将大のニューヨークヤンキース入団           | 2014 | 347億円   | 日米両国 | 宮本勝浩関西大学名誉教授     | [ 38 ] |
| プロ野球10球団の春季キャンプ                   | 2011 | 100億円   | 沖縄県内 | 琉球銀行りゅうぎん総合研究所 | [ 39 ] |
| 星野仙一の東北楽天ゴールデンイーグルス監督就任 | 2010 | 188億円   |          | 宮本勝浩関西大学名誉教授     | [ 40 ] |
| 斎藤佑樹の北海道日本ハムファイターズ入団       | 2010 | 58億円    |          | 北海道未来総合研究所         | [ 41 ] |
| 2009 ワールド・ベースボール・クラシック        | 2009 | 506億円   |          | 宮本勝浩関西大学名誉教授     | [ 42 ] |

### 野球以外のプロスポーツ・国際大会
| イベント                                   | 年   | 経済効果    | 波及地域 | 試算機関                                     | 出典   |
| ------------------------------------------ | ---- | ----------- | -------- | -------------------------------------------- | ------ |
| 2026年アジア競技大会                       | 2026 | 1625億円    |          | 愛知県、名古屋市                             | [ 43 ] |
| 東京五輪・パラ五輪                         | 2021 | 6兆1442億円 |          | 宮本勝浩関西大学名誉教授                     | [ 44 ] |
| 東京五輪・パラ五輪                         | 2021 | 32兆円      | 全国     | 東京都オリンピック・パラリンピック準備局     | [ 45 ] |
| 東京五輪・パラ五輪                         | 2021 | 20兆円      | 東京都内 | 東京都オリンピック・パラリンピック準備局     | [ 45 ] |
| 徳島ヴォルティスのJ1昇格                   | 2020 | 9億円       |          | 徳島経済研究所                               | [ 46 ] |
| ラグビーワールドカップ2019                 | 2019 | 350億円     | 九州地方 | 日本政策投資銀行                             | [ 47 ] |
| 2018 FIFAワールドカップで日本が決勝Tに進出 | 2018 | 215億円     |          | 第一生命経済研究所、永浜利広首席エコノミスト | [ 48 ] |
| アンドレス・イニエスタのヴィッセル神戸入団 | 2018 | 99億円      | 全国     | 宮本勝浩関西大学名誉教授                     | [ 49 ] |
| アンドレス・イニエスタのヴィッセル神戸入団 | 2018 | 79億円      | 関西     | 宮本勝浩関西大学名誉教授                     | [ 49 ] |
| 稀勢の里の横綱昇進                         | 2017 | 22億円      |          | 宮本勝浩関西大学名誉教授                     | [ 50 ] |
| プロ野球やJリーグチームの春季キャンプ      | 2015 | 130億円     |          | 宮崎県                                       | [ 51 ] |
| 2010年バンクーバーオリンピック             | 2010 | 75億円      | 全国     | 宮本勝浩関西大学名誉教授                     | [ 52 ] |
| ガンバ大阪                                 | 2009 | 961億円     | 大阪府内 | 宮本勝浩関西大学名誉教授                     | [ 53 ] |
| ガンバ大阪                                 | 2009 | 412億円     | 吹田市内 | 宮本勝浩関西大学名誉教授                     | [ 53 ] |
| 石川遼の活躍                               | 2009 | 341億円     |          | 宮本勝浩関西大学名誉教授                     | [ 54 ] |
| 石川遼の活躍                               | 2008 | 202億円     |          | 宮本勝浩関西大学名誉教授                     | [ 55 ] |
| 白毛馬ユキチャンの活躍                     | 2008 | 94億円      |          | 宮本勝浩関西大学名誉教授                     | [ 56 ] |

### 高校野球
| イベント                                | 年   | 経済効果 | 波及地域 | 試算機関                 | 出典          |
| --------------------------------------- | ---- | -------- | -------- | ------------------------ | ------------- |
| 第102回全国高等学校野球選手権大会の中止 | 2020 | -672億円 |          | 宮本勝浩関西大学名誉教授 | [ 57 ]        |
| 第92回選抜高等学校野球大会の無観客開催  | 2020 | -233億円 |          | 宮本勝浩関西大学名誉教授 | [ 58 ]        |
| 第101回全国高等学校野球選手権大会の開催 | 2019 | 433億円  |          | 宮本勝浩関西大学名誉教授 | [ 59 ]        |
| 金農旋風                                | 2018 | 104億円  | 秋田県   | 日本銀行秋田支店         | [ 60 ] [ 61 ] |
| 第99回全国高等学校野球選手権大会の開催  | 2017 | 351億円  |          | 宮本勝浩関西大学名誉教授 | [ 62 ] [ 63 ] |
| 第89回選抜高等学校野球大会の開催        | 2017 | 228億円  |          | 宮本勝浩関西大学名誉教授 | [ 64 ] [ 65 ] |
| 第98回全国高等学校野球選手権大会の開催  | 2016 | 344億円  |          | 宮本勝浩関西大学名誉教授 | [ 66 ]        |
| 第96回全国高等学校野球選手権大会の開催  | 2014 | 245億円  |          | 宮本勝浩関西大学名誉教授 | [ 67 ]        |

### その他のアマチュアスポーツ・スポーツイベント
| イベント                       | 年   | 経済効果   | 波及地域 | 試算機関                       | 出典   |
| ------------------------------ | ---- | ---------- | -------- | ------------------------------ | ------ |
| 第9回大阪マラソン              | 2020 | 177億円    |          | 宮本勝浩関西大学名誉教授       | [ 68 ] |
| 国宝松江城マラソン             | 2018 | 4.1億円    | 島根県内 | 日本政策投資銀行               | [ 69 ] |
| 2016年サイクリングしまなみ     | 2016 | 5億円      |          | サイクリングしまなみ実行委員会 | [ 70 ] |
| 紀の国わかやま国体             | 2015 | 403億円    |          | 宮本勝浩関西大学名誉教授       | [ 71 ] |
| 第26回全国健康福祉祭こうち大会 | 2013 | 92億円以上 |          | 高知県                         | [ 72 ] |
| 第1回神戸マラソン              | 2011 | 59億円     | 兵庫県内 | 神戸マラソン実行委員会         | [ 73 ] |

### NHK大河ドラマ
| イベント                                    | 年   | 経済効果 | 波及地域   | 試算機関                 | 出典          |
| ------------------------------------------- | ---- | -------- | ---------- | ------------------------ | ------------- |
| NHK大河ドラマいだてん〜東京オリムピック噺〜 | 2019 | 102億円  | 熊本県内   | 日本銀行熊本支店         | [ 74 ]        |
| NHK大河ドラマ西郷どん                       | 2017 | 307億円  | 鹿児島県内 | 日本銀行鹿児島支店       | [ 75 ]        |
| NHK大河ドラマ真田丸                         | 2016 | 200億円  | 長野県内   | 日本銀行松本支店         | [ 76 ] [ 77 ] |
| NHK大河ドラマおんな城主 直虎                | 2016 | 179億円  | 静岡県内   | 日本銀行静岡支店         | [ 78 ]        |
| NHK大河ドラマ花燃ゆ                         | 2016 | 138億円  | 山口県内   | 日本銀行下関支店         | [ 79 ]        |
| NHK大河ドラマ軍師官兵衛                     | 2015 | 243億円  | 兵庫県内   | 兵庫県立大政策科学研究所 | [ 80 ]        |
| NHK大河ドラマ八重の桜                       | 2013 | 113億円  | 福島県内   | 日本銀行福島支店         | [ 81 ] [ 82 ] |
| NHK大河ドラマ平清盛                         | 2013 | 193億円  | 兵庫県内   | 兵庫県立大政策科学研究所 | [ 83 ]        |
| NHK大河ドラマ龍馬伝                         | 2011 | 182億円  | 長崎県内   | 長崎経済研究所           | [ 84 ] [ 85 ] |
| NHK大河ドラマ江〜姫たちの戦国〜             | 2011 | 144億円  | 滋賀県内   | 滋賀県商工観光労働部     | [ 86 ]        |
| NHK大河ドラマ天地人                         | 2008 | 204億円  | 新潟県内   | 日本銀行新潟支店         | [ 87 ]        |
| NHK大河ドラマ篤姫                           | 2008 | 279億円  | 鹿児島県内 | 日本銀行鹿児島支店       | [ 88 ]        |
| NHK大河ドラマ篤姫                           | 2008 | 262億円  | 鹿児島県内 | 鹿児島地域経済研究所     | [ 89 ]        |
| NHK大河ドラマ功名が辻                       | 2006 | 107億円  | 高知県内   | 四銀キャピタルリサーチ   | [ 90 ]        |
| NHK大河ドラマ義経                           | 2005 | 179億円  | 山口県内   | 日本銀行下関支店         | [ 91 ] [ 92 ] |
| NHK大河ドラマ新選組!                        | 2004 | 166億円  | 京都府内   | 日本銀行京都支店         | [ 93 ]        |
| NHK大河ドラマ武蔵 MUSASHI                   | 2003 | 148億円  | 山口県内   | 日本銀行下関支店         | [ 94 ]        |
| NHK大河ドラマ利家とまつ〜加賀百万石物語〜   | 2003 | 786億円  |            | 日本銀行金沢支店         | [ 95 ]        |
| NHK大河ドラマ徳川慶喜                       | 1998 | 200億円  | 茨城県内   | 常陽地域研究センター     | [ 96 ]        |

### NHK連続テレビ小説
| イベント                      | 年   | 経済効果 | 波及地域 | 試算機関                                       | 出典            |
| ----------------------------- | ---- | -------- | -------- | ---------------------------------------------- | --------------- |
| NHK連続テレビ小説エール       | 2020 | 48億円   | 福島県内 | 日本銀行福島支店                               | [ 97 ]          |
| NHK連続テレビ小説なつぞら     | 2019 | 95億円   | 十勝地方 | 日本銀行釧路支店                               | [ 98 ] [ 99 ]   |
| NHK連続テレビ小説半分、青い。 | 2018 | 33億円   | 岐阜県内 | ツーリズム東美濃協議会、とうしん地域活力研究所 | [ 100 ]         |
| NHK連続テレビ小説まれ         | 2015 | 66億円   | 石川県内 | 日本政策投資銀行、金沢大学                     | [ 101 ]         |
| NHK連続テレビ小説あまちゃん   | 2013 | 33億円   | 岩手県内 | 岩手経済研究所                                 | [ 102 ] [ 103 ] |
| NHK連続テレビ小説おひさま     | 2011 | 73億円   | 長野県内 | 日本銀行松本支店                               | [ 104 ]         |
| NHK連続テレビ小説つばさ       | 2008 | 220億円  | 埼玉県内 | 埼玉りそな産業協力財団                         | [ 105 ]         |

### ゆるキャラ
| イベント                           | 年   | 経済効果 | 波及地域 | 試算機関                     | 出典            |
| ---------------------------------- | ---- | -------- | -------- | ---------------------------- | --------------- |
| 奈良県のゆるキャラ、せんとくん     | 2018 | 2105億円 | 奈良県内 | 宮本勝浩関西大学名誉教授     | [ 106 ]         |
| 愛媛県のゆるキャラ、みきゃん       | 2016 | 155億円  |          | 愛媛県                       | [ 107 ]         |
| ゆるきゃらグランプリ               | 2016 | 3.6億円  | 愛媛県内 | いよぎん地域経済研究センター | [ 108 ]         |
| 栃木県佐野市のゆるキャラ、さのまる | 2015 | 226億円  |          | 佐野市、帝国データバンク     | [ 109 ]         |
| 熊本県のゆるキャラ、くまもん       | 2011 | 1244億円 |          | 日本銀行熊本支店             | [ 110 ] [ 111 ] |

### 世界遺産登録
実際にはまだ世界遺産に登録されていないものも含まれる。
| イベント                                 | 年   | 経済効果 | 波及地域 | 試算機関                                     | 出典    |
| ---------------------------------------- | ---- | -------- | -------- | -------------------------------------------- | ------- |
| 佐渡金山遺跡世界文化遺産登録             | 2021 | 520億円  | 佐渡市内 | 日本政策投資銀行                             | [ 112 ] |
| 富士山世界遺産登録                       | 2013 | 61億円   | 静岡県内 | 静岡経済研究所、山梨中銀経営コンサルティング | [ 113 ] |
| 富士山世界遺産登録                       | 2013 | 38億円   | 山梨県内 | 静岡経済研究所、山梨中銀経営コンサルティング | [ 113 ] |
| 富岡製糸場と絹産業遺産群世界文化遺産登録 | 2013 | 34億円   | 群馬県内 | 群馬経済研究所                               | [ 114 ] |
| 天橋立世界文化遺産登録                   | 2012 | 69億円   | 京都府内 | 宮本勝浩関西大学名誉教授                     | [ 115 ] |
| 天橋立世界文化遺産登録                   | 2012 | 54億円   | 宮津市内 | 宮本勝浩関西大学名誉教授                     | [ 115 ] |
| 百舌鳥・古市古墳群世界文化遺産登録       | 2017 | 1006億円 | 大阪府内 | 公益財団法人堺都市政策研究所                 | [ 116 ] |
| 百舌鳥・古市古墳群世界文化遺産登録       | 2011 | 360億円  | 大阪府内 | 宮本勝浩関西大学名誉教授                     | [ 117 ] |
| 百舌鳥・古市古墳群世界文化遺産登録       | 2011 | 169億円  | 堺市内   | 宮本勝浩関西大学名誉教授                     | [ 117 ] |

### ローカルイベント
地方公共団体等が主に地域経済の活性化のために行ったイベントの経済効果。
| イベント                                     | 年   | 経済効果 | 波及地域           | 試算機関                                 | 出典    |
| -------------------------------------------- | ---- | -------- | ------------------ | ---------------------------------------- | ------- |
| 新潟県・山形県デスティネーションキャンペーン | 2020 | 201億円  | 新潟県内           | 日本経済研究所                           | [ 118 ] |
| 新潟県・山形県デスティネーションキャンペーン | 2020 | 214億円  | 新潟県内・山形県内 | 日本経済研究所                           | [ 118 ] |
| 秋田犬ツーリズム                             | 2020 | 41億円   |                    | フィデア情報総研                         | [ 119 ] |
| 浜松まつり                                   | 2013 | 60億円   | 浜松市内           | 浜松まつり組織委員会としんきん経済研究所 | [ 120 ] |
| 第24回なにわ淀川花火大会                     | 2012 | 116億円  | 近畿地域           | 宮本勝浩関西大学名誉教授                 | [ 121 ] |
| 第24回なにわ淀川花火大会                     | 2012 | 108億円  | 大阪府内           | 宮本勝浩関西大学名誉教授                 | [ 121 ] |
| B-1グランプリで甲府鳥もつ煮が優勝            | 2010 | 28億円   |                    | 山梨総合研究所                           | [ 122 ] |

### エンターテイメント関連イベント
| イベント                      | 年   | 経済効果 | 波及地域   | 試算機関                 | 出典    |
| ----------------------------- | ---- | -------- | ---------- | ------------------------ | ------- |
| 嵐が活動休止するまでの活動    | 2019 | 3249億円 |            | 宮本勝浩関西大学名誉教授 | [ 123 ] |
| 第10回AKB選抜総選挙 in 名古屋 | 2018 | 34億円   | 全国       | 宮本勝浩関西大学名誉教授 | [ 124 ] |
| 第10回AKB選抜総選挙 in 名古屋 | 2018 | 27億円   | 愛知県周辺 | 宮本勝浩関西大学名誉教授 | [ 124 ] |
| SMAPの解散                    | 2016 | -636億円 | 全国       | 宮本勝浩関西大学名誉教授 | [ 125 ] |
| 第8回AKB選抜総選挙 in 新潟    | 2016 | 26億円   | 全国       | 宮本勝浩関西大学名誉教授 | [ 126 ] |
| 第8回AKB選抜総選挙 in 新潟    | 2016 | 24億円   | 新潟県内   | 宮本勝浩関西大学名誉教授 | [ 126 ] |
| 又吉直樹の『火花』            | 2015 | 105億円  |            | 宮本勝浩関西大学名誉教授 | [ 127 ] |
| 妖怪ウォッチ                  | 2014 | 1339億円 |            | 宮本勝浩関西大学名誉教授 | [ 128 ] |
| アナと雪の女王                | 2014 | 1832億円 |            | 宮本勝浩関西大学名誉教授 | [ 128 ] |

### 動物
| イベント                               | 年   | 経済効果 | 波及地域   | 試算機関                 | 出典    |
| -------------------------------------- | ---- | -------- | ---------- | ------------------------ | ------- |
| 上野動物園の双子のパンダの赤ちゃん誕生 | 2021 | 308億円  | 東京都内   | 宮本勝浩関西大学名誉教授 | [ 129 ] |
| DMMかりゆし水族館の開業                | 2018 | 2876億円 | 沖縄県内   | 宮本勝浩関西大学名誉教授 | [ 130 ] |
| 上野動物園のパンダの赤ちゃん誕生       | 2017 | 267億円  | 東京都内   | 宮本勝浩関西大学名誉教授 | [ 131 ] |
| 猫ブーム（ネコノミクス）               | 2015 | 2.3兆円  |            | 宮本勝浩関西大学名誉教授 | [ 132 ] |
| 福知山市動物園のウリ坊とみわちゃん     | 2010 | 5.7億円  | 京都府域   | 宮本勝浩関西大学名誉教授 | [ 133 ] |
| 三毛猫たま                             | 2007 | 11億円   | 和歌山市内 | 宮本勝浩関西大学名誉教授 | [ 134 ] |

### 新型コロナ関連
| イベント                                 | 年   | 経済効果     | 波及地域 | 試算機関                 | 出典    |
| ---------------------------------------- | ---- | ------------ | -------- | ------------------------ | ------- |
| 新型コロナ緊急事態宣言                   | 2021 | -2558億円    | 関西地区 | 宮本勝浩関西大学名誉教授 | [ 135 ] |
| アスリートを称えるセール                 | 2021 | 1436億円     |          | 宮本勝浩関西大学名誉教授 | [ 136 ] |
| お花見の自粛                             | 2020 | -2534億円    |          | 宮本勝浩関西大学名誉教授 | [ 137 ] |
| 新型コロナ緊急事態宣言の発令             | 2020 | -1兆9630億円 |          | 宮本勝浩関西大学名誉教授 | [ 138 ] |
| 新型コロナ緊急事態宣言の発令             | 2020 | -4兆6187億円 |          | 宮本勝浩関西大学名誉教授 | [ 138 ] |
| ベートーヴェン交響曲「第九」の演奏会中止 | 2020 | -43億円      |          | 宮本勝浩関西大学名誉教授 | [ 139 ] |

### その他
| イベント                         | 年        | 経済効果    | 波及地域   | 試算機関                           | 出典    |
| -------------------------------- | --------- | ----------- | ---------- | ---------------------------------- | ------- |
| 請求書の電子化                   | 2020      | 1兆1424億円 | 全国       | 宮本勝浩関西大学名誉教授           | [ 140 ] |
| ゴールデンウィーク10連休         | 2019      | 2兆1396億円 | 全国       | 宮本勝浩関西大学名誉教授           | [ 141 ] |
| いちごビュッフェ                 | 2019      | 231億円     | 全国       | 宮本勝浩関西大学名誉教授           | [ 142 ] |
| メルカリの普及                   | 2018      | 8660億円    |            | 宮本勝浩関西大学名誉教授、メルカリ | [ 143 ] |
| フリーマーケットアプリ全体の普及 | 2018      | 1.2兆円     |            | 宮本勝浩関西大学名誉教授、メルカリ | [ 143 ] |
| お花見                           | 2018      | 6517億円    |            | 宮本勝浩関西大学名誉教授           | [ 144 ] |
| 利晶の杜の開設                   | 2017      | 26億円      |            | 宮本勝浩関西大学名誉教授           | [ 145 ] |
| 天満天神繁昌亭                   | 2016      | 288億円     | 大阪府内   | 宮本勝浩関西大学名誉教授           | [ 146 ] |
| 四国八十八ヶ所お遍路さん         | 2016      | 1651億円    | 全国       | 宮本勝浩関西大学名誉教授           | [ 147 ] |
| 四国八十八ヶ所お遍路さん         | 2016      | 1320億円    | 四国地方   | 宮本勝浩関西大学名誉教授           | [ 147 ] |
| ペットと楽しめるサービス市場     | 2015      | 3983億円    |            | 宮本勝浩関西大学名誉教授           | [ 148 ] |
| 国際海事展バリシップ2013         | 2013      | 3.5億円     |            | いよぎん地域経済研究センター       | [ 149 ] |
| 天神祭                           | 2013      | 229億円     | 大阪府内   | 宮本勝浩関西大学名誉教授           | [ 150 ] |
| あべのハルカスグランドオープン   | 2013      | 4938億円    | 近畿地方   | 宮本勝浩関西大学名誉教授           | [ 151 ] |
| 金環日食                         | 2012      | 164億円     | 全国       | 宮本勝浩関西大学名誉教授           | [ 152 ] |
| ユニバーサル・スタジオ・ジャパン | 2012      | 5兆6000億円 | 全国       | 宮本勝浩関西大学名誉教授           | [ 153 ] |
| ユニバーサル・スタジオ・ジャパン | 2012      | 3兆1000億円 | 近畿地方   | 宮本勝浩関西大学名誉教授           | [ 153 ] |
| 休暇分散化                       | 2010      | 2.9兆円     |            | 観光庁                             | [ 154 ] |
| 邪馬台国の畿内説立証             | 2009      | 147億円     | 奈良県内   | 宮本勝浩関西大学名誉教授           | [ 155 ] |
| アクアラインの料金引き下げ       | 2014-2016 | 1155億円    | 首都圏全体 | 千葉県                             | [ 156 ] |